# Springfield Modelo 1884
El Springfield Modelo 1884 fue uno de los fusiles Springfield con cerrojo de bisagra. Fue un reemplazo mejorado para el anterior fusil del Ejército estadounidense, el Springfield Modelo 1873.

## Descripción
El Modelo 1884 se remonta al diseño del Springfield Modelo 1873. La mayoría de los cambios que identifican al Modelo 1884 como un fusil distinto tuvieron lugar antes o de después de 1884. El Modelo 1884 incorporó un significativo número de mejoras que se hicieron entre 1878 y 1879. También tenía un gatillo con relieves que había sido incorporado al diseño del fusil Springfield en 1883.

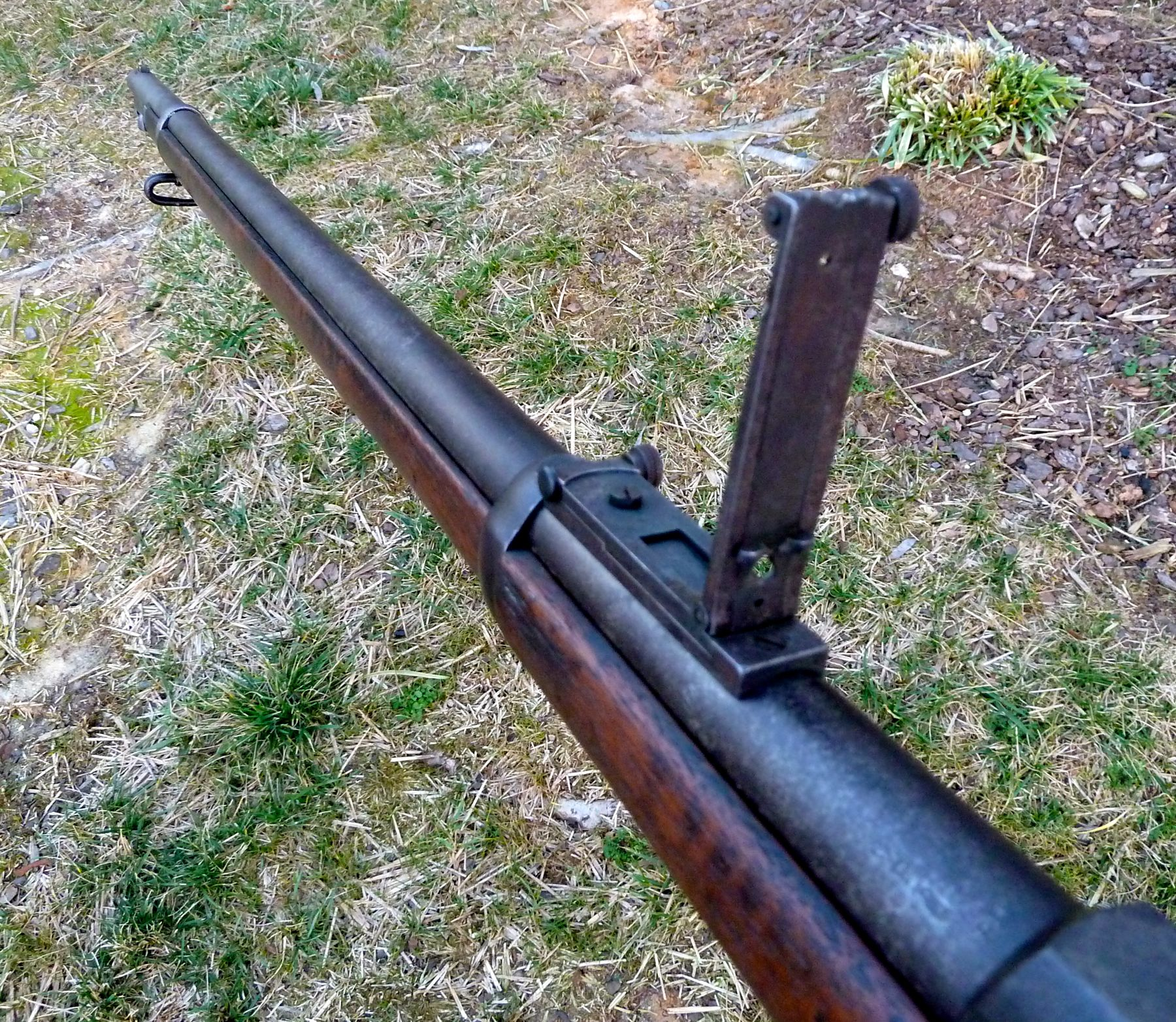
El alza Buffington desplegada de un Modelo 1884.

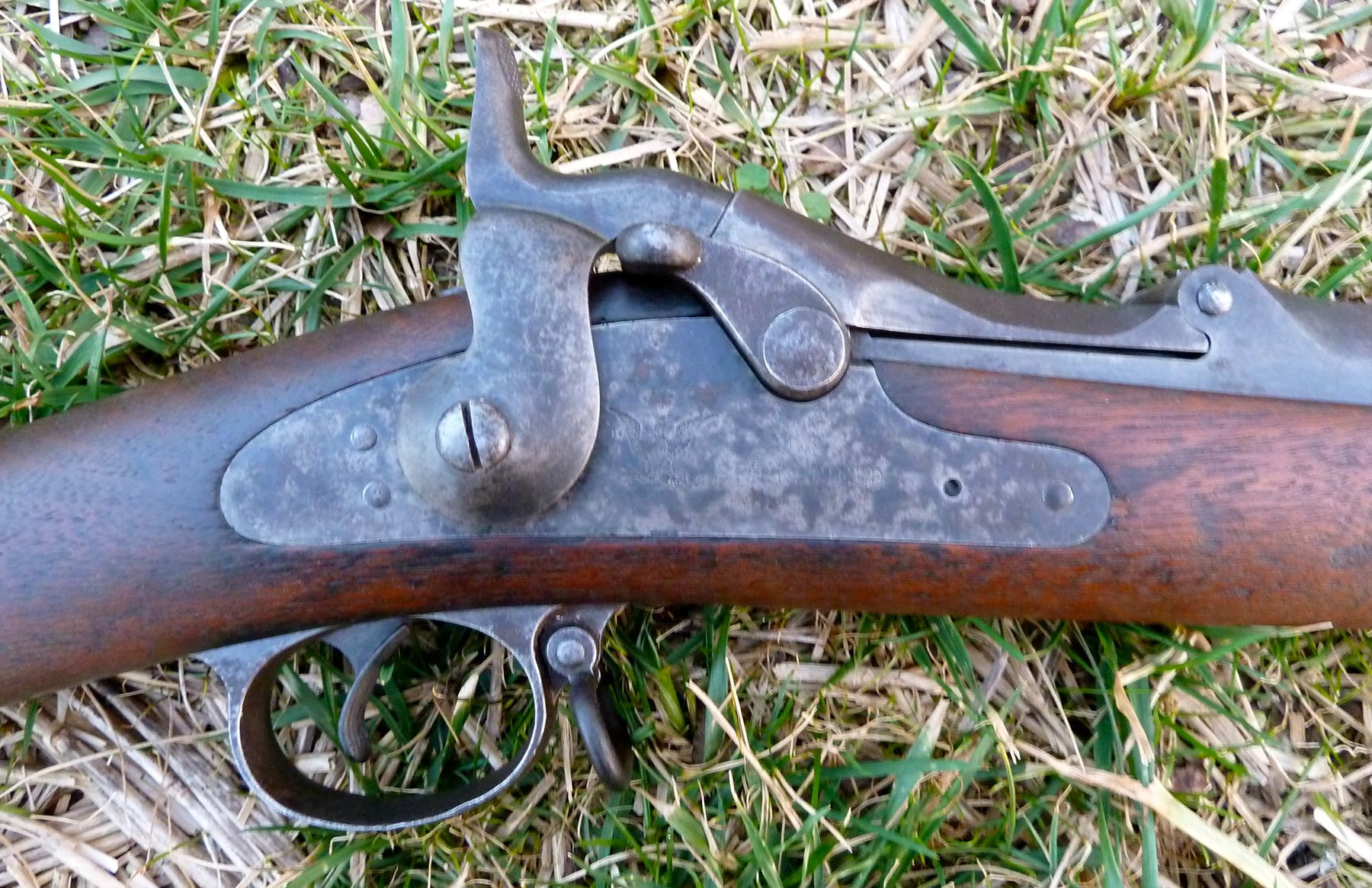
Acercamiento del cerrojo y el martillo de un Modelo 1884.

El cambio más dramático al diseño del fusil, que es frecuentemente considerado la característica de identificación del Modelo 1884, fue una nueva alza diseñada por el Teniente Coronel Adelbert R. Buffington, del Departamento de Armamento del Ejército de los Estados Unidos. Sin embargo, esta alza no fue perfeccionada hasta 1885.
La principal característica de esta nueva alza era un ajuste de acimut mediante piñón y cremallera. Al contrario de las anteriores alzas, la base solo era empleada para disparos a corta distancia. El alza desplegada tenía graduaciones desde 182,88 m a 1.280 m (200 a 1.400 yardas). También se diseñó una nueva abrazadera para acomodar la nueva alza, a fin de que se quede plegada para disprar a corta distancia.
Los tiradores de precisión generalmente apreciaban la nueva alza, pero los soldados rasos eran menos entusiastas sobre aquella y con frecuencia la consideraban un estorbo.
El Modelo 1884 también fue producido en versión carabina. Se descubrió que el alza podía dañarse fácilmente al sacar la carabina de su arzón. En consecuencia, la abrazadera posterior del cañón fue modificada en 1890 para incluir un protector de alza.
También se produjo una bayoneta de espiga redonda. Esta, al igual que la bayoneta del Springfield Modelo 1880, fue un intento de combinar la baqueta y la bayoneta en una sola unidad. La versión del Modelo 1884 incluía un mecanismo de sujeción mejorado, ya que el del Modelo 1880 demostró ser problemático.